# Nacionalkomunizam
Nacionalkomunizam ili nacional-komunizam označava razne oblike spoja nacionalističke i komunističke ideologije.
Smatra se da su Ruski Boljševici bili prvi "nacionalni komunisti" u mjeri u kojoj se Ruska socijaldemokracija razlikuje od socijaldemokracije u zapadnoj Europi. Ukrajinski komunisti su razvili nacionalne interese boljševičke ukrajnske države u suprotnosti sa službenom politikom Komunističke partije Sovjetskog Saveza. Raskol između Jugoslavije i SSSR-a 1948. godine od strane jugoslavenskog komunističkog vođe Josipa Broza Tita, kada je počeo proces nacionalnog komunizma u svijetu u vođenju samostalne vanjske politike nezavisno od SSSR-a.
Nacional-komunizam se ponekad smatra skretanjem u odnosu na marksističke temelje komunističke ideologije, s obzirom na to da su Karl Marx i Friedrich Engels promicali proleterski internacionalizam, smatrajući klasnu borbu važnijim prioritetom od stvaranja nacionalnih država.
Izraz nacional-komunizam se može rabiti i za stanje u SFR Jugoslaviji i pred velikosrpke agresije, pri čemu se kao najčešći primjer spominje Savez komunista Srbije pod vodstvom Slobodana Miloševića. 

## Vanjske povznice
- Britannica
- Eastern Europe's Ten Years of National Communism: 1948-1958